# Sarah Flood-Beaubrun

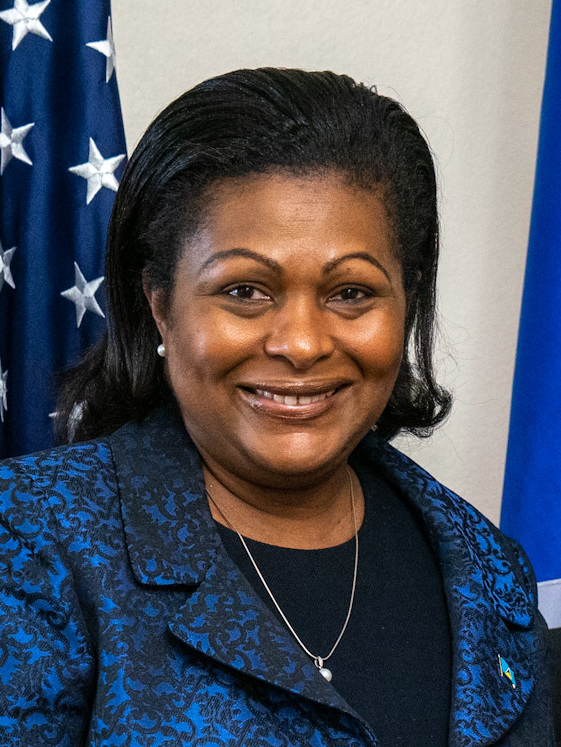
Sarah Flood-Beaubrun

Sarah Flood-Beaubrun (* 8. Januar 1969) ist eine lucianische Politikerin und Anwältin. Sie ist seit dem 25. Juli 2016 Außen- und Finanzministerin des Inselstaates.

## Werdegang
Sie zog im Jahr 1997 erstmals ins Parlament ein und war in der Regierung von 1997 bis 2001 als Gesundheitsministerin tätig. Von 2001 bis 2004 war Flood-Beaubrun Innenministerin Santa Lucias. Von 2006 bis 2008 arbeitete sie als Sprecherin des Parlaments. 2008 wechselte sie als ständige Vertreterin von St. Lucia nach New York City in das Hauptquartier der Vereinten Nationen. Bei der Parlamentswahl am 6. Juni 2016 konnte sich Flood-Beaubrun im Wahlkreis Castries Central durchsetzen und zog damit erneut für die United Workers Party (UWP), die nach der Parlamentswahl mit 11 von 17 Sitzen die absolute Mehrheit innehat, ins lucianische Parlament ein. Am 25. Juli 2016 wurde Sarah Flood-Beaubrun als Ministerin für Finanzen, Wirtschaftswachstum, Schaffung von Arbeitsplätzen, äußere Angelegenheiten und öffentlichen Dienst vereidigt.
Flood-Beaubrun gründete im Februar 2012 das Caribbean Centre for Family and Human Rights (CARIFAM).
Sie ist verheiratet und hat zwei Kinder.